# Eastons model
Eastons model er en model for det politiske systems samvirke med omgivelserne. Der er tale om et åbent system, hvor det politiske systems vedtagelser er afhængige af befolkningens opfattelse af den førte politik. Den førte politik ændres løbende, alt efter befolkningens respons. Modellen er altså åben og dynamisk.
Som det kan ses på modellen, er der tale om en cirkulær model. Det politiske miljø (altså borgernes opfattelse af den førte politik) medfører, at der henholdsvis bliver stillet krav og formuleret støtte til beslutningstagerne. Dette medfører, at beslutningstagerne løbende træffer beslutninger. (Hvis der bliver formuleret støtte kan beslutningen være, at man ikke ændrer noget). De beslutninger, der bliver truffet medfører, at den førte, praktiske politik (engelsk: policy) ændres. Dette medfører, at det politiske miljø ændres. ("Politik" skulle nok rettere kaldes "implementering" på dansk)
Samtidig med, at alle elementerne er cirkulært forbundet, så kan hvert af elementerne ændres ved udefrakommende "chok", man kan eksempelvis opfatte oprettelsen af et nyt parti som et chok, der påvirker det politiske miljø. En generel samfundsudvikling (f.eks. overgangen fra industrisamfund til videnssamfund eller den internationale økonomiske udvikling) kan påvirke opfattelsen af den førte politik. Disse "chok" betragtes som eksogene, mens udviklinger indenfor modellens ramme betragtes som endogene. Chok er altså ikke en del af det politiske system, men et tegn på systemets åbenhed.
David Easton mener, at der er tale om en generel teori, der kan anvendes på alle politiske systemer. Kritikere mener imidlertid, at denne model kun kan anvendes på demokratiske systemer, idet autoritære og især totalitære systemer i høj grad vil ignorere det politiske miljø. Easton kunne imødegå denne kritik ved at fremføre, at selv autoritære systemer bliver påvirket af det politiske miljø; hvis formuleringen af krav er stærk nok, så vil også autoritære/totalitære styrer blive påvirket heraf. Lech Wałęsa og fagforeningen Solidaritet i Polen kunne tjene som eksempel herpå. Modellen kan altså forstås som en stærk direkte kausalmodel, eller som svagere påvirkninger, hvor hvert af systemets elementer kan være mere eller mindre påvirkelige af endogene eller eksogene påvirkninger.